# سانتوس أورتيز
سانتوس أورتيز (بالإسبانية: Santos Ortiz) هو لاعب كرة قدم سلفادوري في مركز الوسط، ولد في 22 يناير 1990 في سان ميغيل في السلفادور. لعب مع C.D. Dragón ‏.

## وصلات خارجية
- سانتوس أورتيز على موقع قاعدة بيانات كرة القدم.إي يو (الإنجليزية)
- سانتوس أورتيز على موقع ناشيونال فوتبول تيمز (الإنجليزية)
- سانتوس أورتيز على موقع Soccerway.com (الإنجليزية)